# Kronomagasin

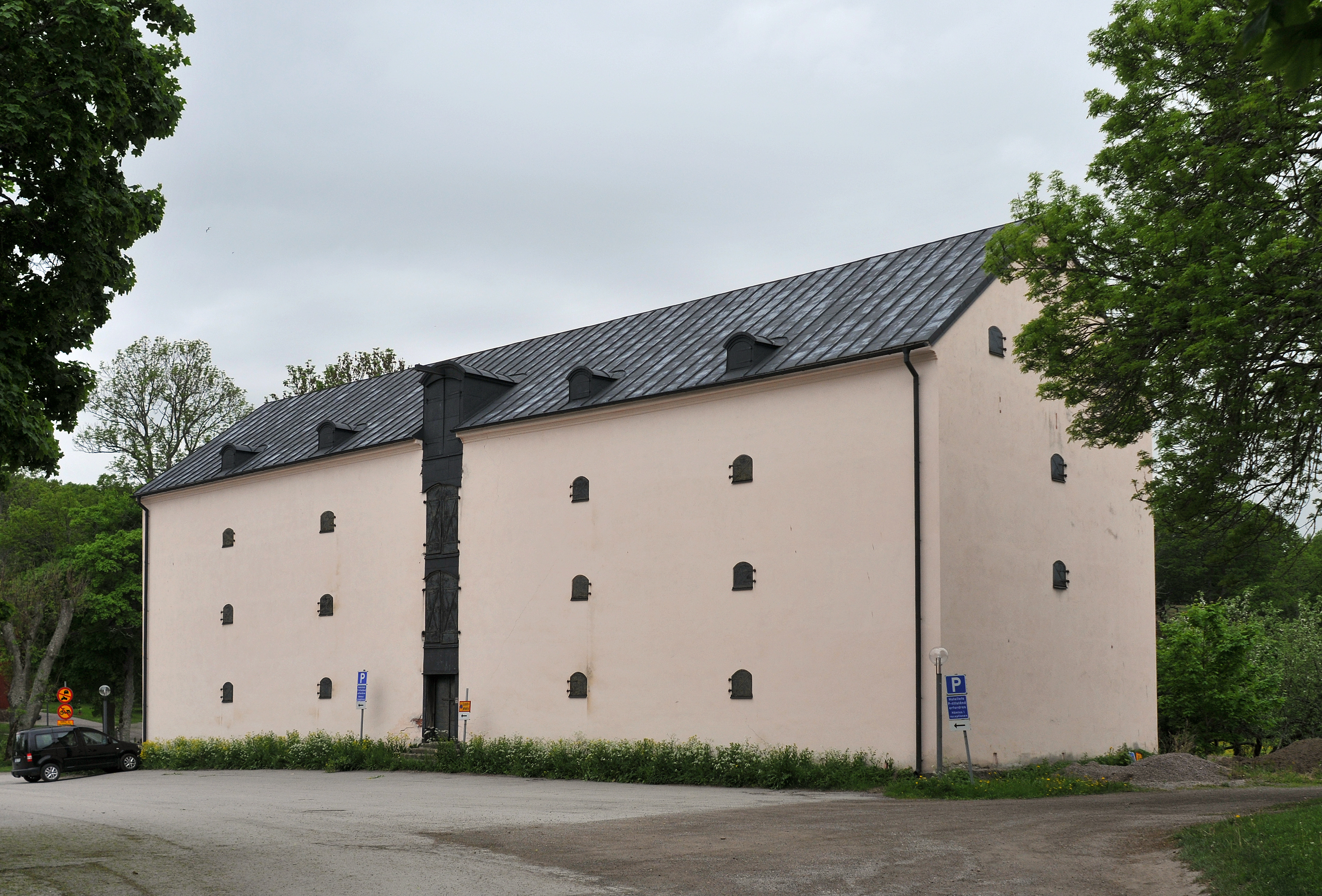
Kronomagasinet i Mariefred.

Kronomagasin är en byggnad, oftast stor och gedigen, där statens sädesräntor, arrenden och andra avgifter som erlades in natura, förvarades för att bland annat användas som utsäte eller föda under missväxtår. Föreståndaren för magasinen kallades proviantmästare eller magasinsförvaltare.

## Källa
- Nordisk familjebok – 1800-talsutgåvan